# Ligat ha'Al (baloncesto) 2025-26
La Ligat ha'Al 2025-26 será la edición número 72 de la Ligat ha'Al, la máxima competición de baloncesto de Israel. La liga comenzará en octubre de 2025, y finalizará con los playoffs en junio de 2026. 

## Formato
La temporada regular se jugará en un formato de todos contra todos, a doble vuelta. Los 6 primeros clasificados avanzarán a los playoffs, donde los equipos del 7.º al 10.º puesto se enfrentarán entre sí en el enfrentamiento de play-in. Cada partido será organizado por el equipo con el mejor récord de la temporada regular. El formato es similar a las dos primeras rondas del sistema Page-McIntyre para un playoff de cuatro equipos, y es idéntico al del torneo de play-in de la NBA. Primero, el 7.º clasificado recibe al 8.º, y el ganador avanza a los playoffs; de la misma manera, el 9.º clasificado recibe al 10.º, y el perdedor es eliminado. Luego, el perdedor del partido de 7 contra 8 recibe al ganador del partido de 9 contra 10, y el ganador de ese partidoobtiene el último lugar en los playoffs. Los equipos del 11.º al 14.º puesto jugarán en un formato de 4 rondas (2 todos contra todos), los dos últimos equipos descenderán a la Liga Leumit.

## Equipos
El Elitzur Netanya B.C. y el Hapoel Haifa B.C. descendieron a la Liga Leumit tras acabar en las dos últimas posiciones la temporada anterior. El Ironi Ra'anana y el Maccabi Rishon LeZion ascendieron a la Ligat ha'Al tras acabar en las dos primeras posiciones de la Liga Leumit.
| Equipo                  | Ciudad        | Estadio                | Capacidad |
| ----------------------- | ------------- | ---------------------- | --------- |
| Bnei Herzliya           | Herzliya      | HaYovel Herzliya       | 1,500     |
| Hapoel Afula            | Afula         | Nir Ha'emak Hall       | 1,000     |
| Hapoel Be'er Sheva      | Be'er Sheva   | Conch Arena            | 3,000     |
| Hapoel Galil Elyon      | Kiryat Shmona | HaPais Kfar Blum       | 2,000     |
| Hapoel Gilboa Galil     | Gan Ner       | Gan Ner Sports Hall    | 2,057     |
| Hapoel Holon            | Holon         | Holon Toto Hall        | 5,500     |
| Hapoel Jerusalem        | Jerusalén     | Jerusalem Payis Arena  | 11,000    |
| Hapoel Tel Aviv         | Tel Aviv      | Menora Mivtachim Arena | 10,383    |
| Ironi Nes Ziona         | Ness Ziona    | Lev Hamoshava          | 1,200     |
| Ironi Kiryat Ata        | Kiryat Ata    | Ramaz Hall             | 1,200     |
| Ironi Ra'anana          | Ra'anana      | Metro West             | 1,668     |
| Maccabi Ironi Ramat Gan | Ramat Gan     | Zisman Hall            | 1,500     |
| Maccabi Rishon LeZion   | Rishon LeZion | Beit Maccabi Rishon    | 2,500     |
| Maccabi Tel Aviv        | Tel Aviv      | Menora Mivtachim Arena | 10,383    |

## Resultados

### Temporada regular
| Pos. | Equipo                    | PJ | G | P | PF | PC | DP | Pts | Clasificación o descenso |
| ---- | ------------------------- | -- | - | - | -- | -- | -- | --- | ------------------------ |
| 1    | Bnei Herzliya             | 0  | 0 | 0 | 0  | 0  | 0  | 0   | Accede a playoffs        |
| 2    | Hapoel Afula              | 0  | 0 | 0 | 0  | 0  | 0  | 0   | Accede a playoffs        |
| 3    | Hapoel Be'er Sheva/Dimona | 0  | 0 | 0 | 0  | 0  | 0  | 0   | Accede a playoffs        |
| 4    | Hapoel Galil Elyon        | 0  | 0 | 0 | 0  | 0  | 0  | 0   | Accede a playoffs        |
| 5    | Hapoel Gilboa Galil       | 0  | 0 | 0 | 0  | 0  | 0  | 0   | Accede a playoffs        |
| 6    | Hapoel Holon              | 0  | 0 | 0 | 0  | 0  | 0  | 0   | Accede a playoffs        |
| 7    | Hapoel Jerusalem          | 0  | 0 | 0 | 0  | 0  | 0  | 0   | Accede a play-in         |
| 8    | Hapoel Tel Aviv           | 0  | 0 | 0 | 0  | 0  | 0  | 0   | Accede a play-in         |
| 9    | Ironi Kiryat Ata          | 0  | 0 | 0 | 0  | 0  | 0  | 0   | Accede a play-in         |
| 10   | Ironi Ness Ziona          | 0  | 0 | 0 | 0  | 0  | 0  | 0   | Accede a play-in         |
| 11   | Maccabi Ironi Ra'anana    | 0  | 0 | 0 | 0  | 0  | 0  | 0   | Accede a playouts        |
| 12   | Maccabi Ironi Ramat Gan   | 0  | 0 | 0 | 0  | 0  | 0  | 0   | Accede a playouts        |
| 13   | Maccabi Rishon LeZion     | 0  | 0 | 0 | 0  | 0  | 0  | 0   | Accede a playouts        |
| 14   | Maccabi Tel Aviv          | 0  | 0 | 0 | 0  | 0  | 0  | 0   | Accede a playouts        |

 Fuente: 
Criterios de clasificación: 

### Rondas 1 a 26
| Local \ Visitante         | BNH | HAF | HBS | HGE | HGG | HHO | HJE | HTA | IKA | INZ | IRA | MRG | MRL | MTA |
| ------------------------- | --- | --- | --- | --- | --- | --- | --- | --- | --- | --- | --- | --- | --- | --- |
| Bnei Herzliya             |     |     |     |     |     |     |     |     |     |     |     |     |     |     |
| Hapoel Afula              |     |     |     |     |     |     |     |     |     |     |     |     |     |     |
| Hapoel Be'er Sheva/Dimona |     |     |     |     |     |     |     |     |     |     |     |     |     |     |
| Hapoel Galil Elyon        |     |     |     |     |     |     |     |     |     |     |     |     |     |     |
| Hapoel Gilboa Galil       |     |     |     |     |     |     |     |     |     |     |     |     |     |     |
| Hapoel Holon              |     |     |     |     |     |     |     |     |     |     |     |     |     |     |
| Hapoel Jerusalem          |     |     |     |     |     |     |     |     |     |     |     |     |     |     |
| Hapoel Tel Aviv           |     |     |     |     |     |     |     |     |     |     |     |     |     |     |
| Ironi Kiryat Ata          |     |     |     |     |     |     |     |     |     |     |     |     |     |     |
| Ironi Ness Ziona          |     |     |     |     |     |     |     |     |     |     |     |     |     |     |
| Maccabi Ironi Ra'anana    |     |     |     |     |     |     |     |     |     |     |     |     |     |     |
| Maccabi Ironi Ramat Gan   |     |     |     |     |     |     |     |     |     |     |     |     |     |     |
| Maccabi Rishon LeZion     |     |     |     |     |     |     |     |     |     |     |     |     |     |     |
| Maccabi Tel Aviv          |     |     |     |     |     |     |     |     |     |     |     |     |     |     |